# Liste von Bergen und Erhebungen in Madagaskar
Dies ist eine Liste von Bergen und Erhebungen in Madagaskar:
| Höhe   | Name         | Region | Koordinate           | Bemerkung        |
| ------ | ------------ | ------ | -------------------- | ---------------- |
| 2876 m | Maromokotro  |        | 14° 1′ S, 48° 58′ O  | höchste Erhebung |
| 2642 m | Tsiafajavona |        | 19° 21′ S, 47° 15′ O |                  |
| 1752 m | Andranofito  |        | 19° 46′ S, 47° 25′ O |                  |
| 1038 m | Vohimanga    |        | 24° 3′ S, 45° 30′ O  |                  |